# Huize Assendelft

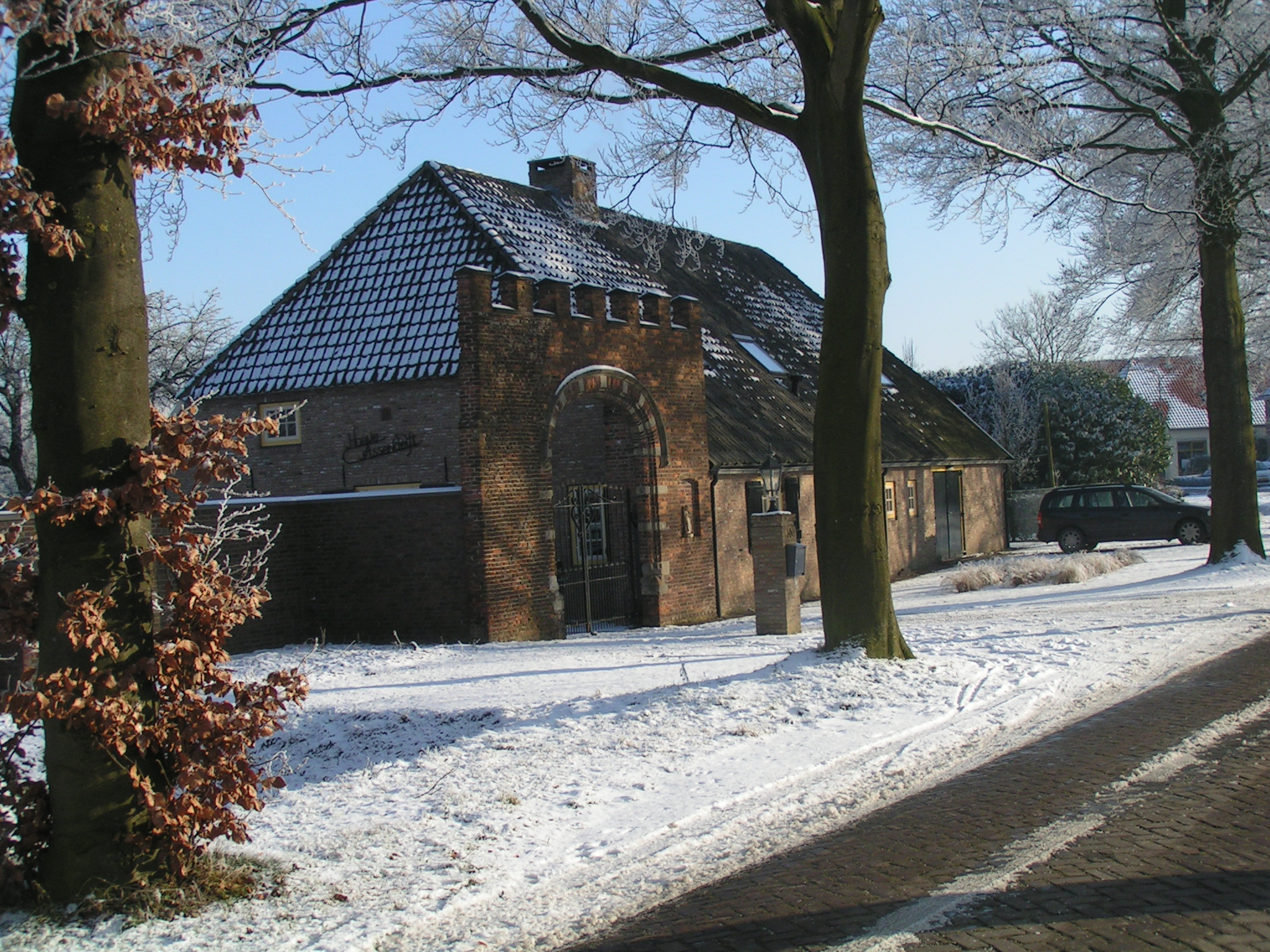
Poortgebouw met poort van voormalig kasteel Assendelft

Huize Assendelft was een kasteeltje of speelhuis ten zuiden van Middelrode.
Huize Assendelft is gebouwd op de westelijke oever van de Aa en werd in 1320 al genoemd. Toen werd nog gesproken van de hoeve Ten Bergulen. In 1512 werd deze verwoest door de Gelderse troepen onder leiding van Maarten van Rossum. 
In 1542 werd het poortgebouw met de nu nog bestaande poort herbouwd. Aan de achterzijde van het poortgebouw werd aan de oever van de rivier de Aa een kasteeltje gebouwd. Het kasteelje werd Delfthuis genoemd omdat de toenmalige eigenaar 'van Delft' heette. Later is de naam Delfthuis verbasterd naar huize Assendelft.  
In 1830 werd het kasteeltje nog gevorderd om er troepen in te legeren in verband met de Belgische Opstand. Het gebouw was slecht onderhouden omdat het meestal verpacht werd. In 1842 werd het kasteeltje gesloopt. Slechts de poort uit 1570 bleef bestaan en deze is nu nog te bezichtigen. Naast deze poort werd opnieuw een kasteelboerderij gebouwd.
De locatie van het restant van Huize Assendelft is aan de huidige Assendelftseweg en die is gelegen tussen de Aa en de Zuid-Willemsvaart, enkele honderden meters ten zuidoosten van landgoed Seldensate.